# Audi museum mobile

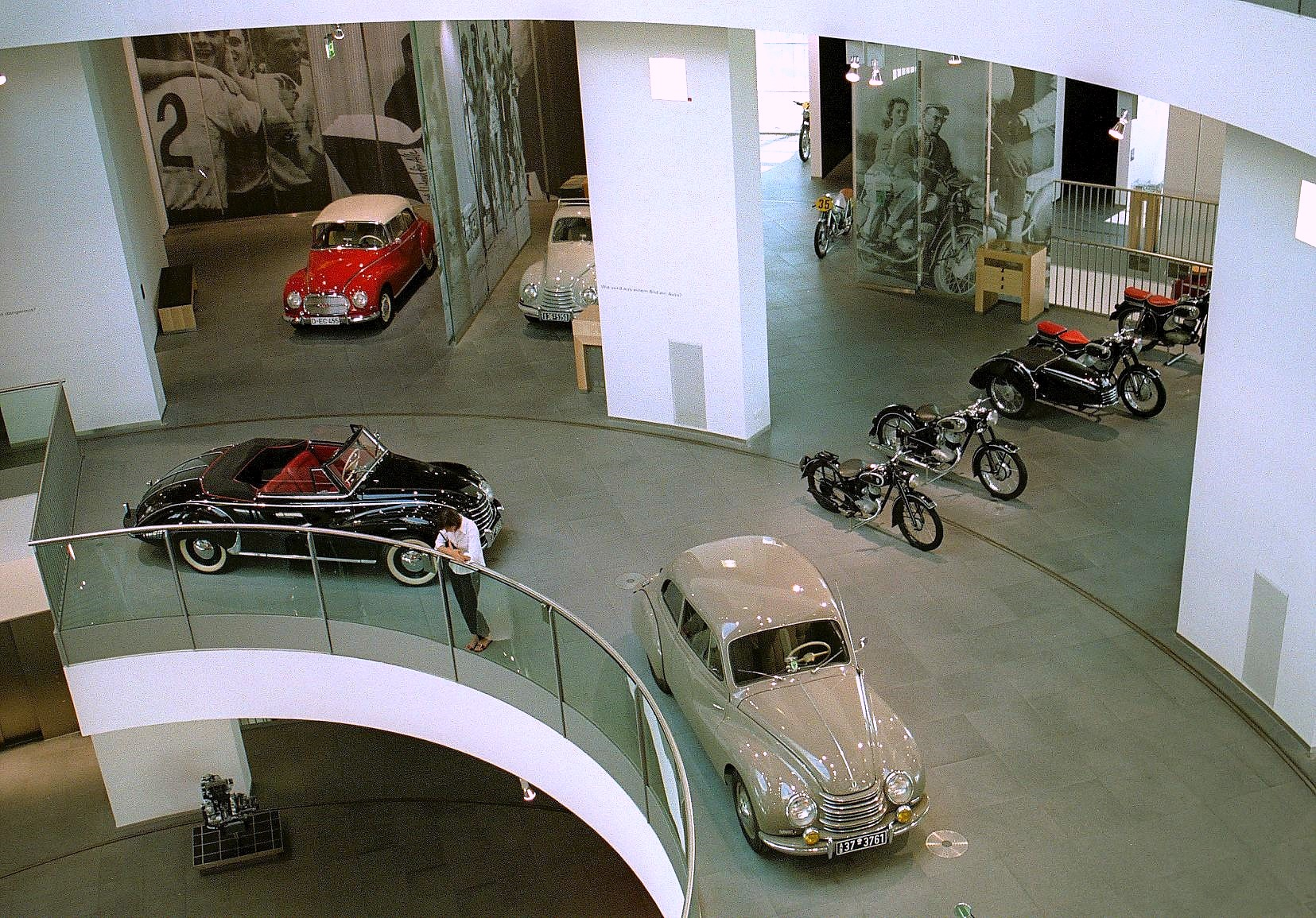
Weiträumige Ausstellung

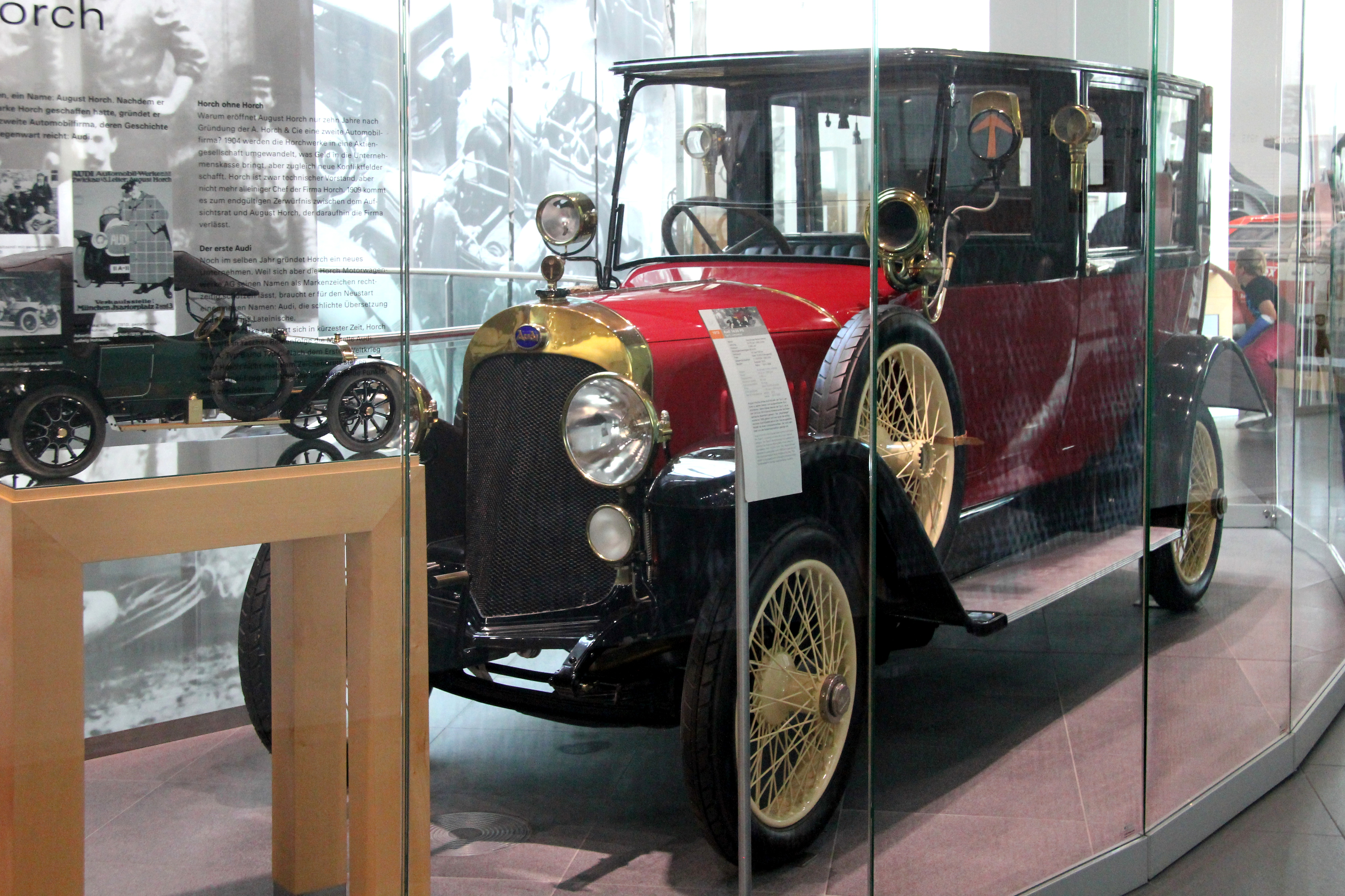
Audi Typ C von 1913 – Kostbarkeit hinter Glas

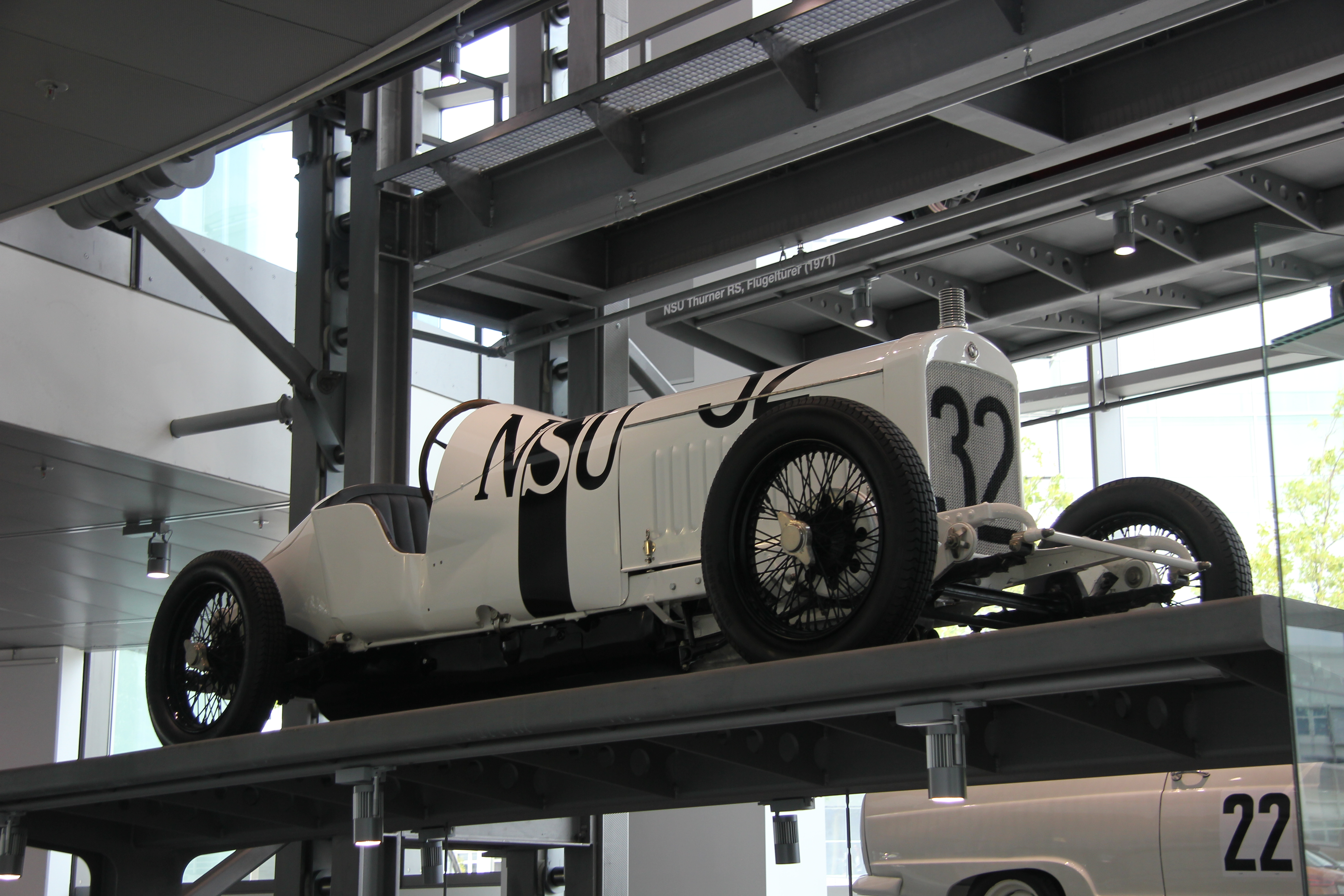
NSU-Rennwagen von 1926 im Paternoster

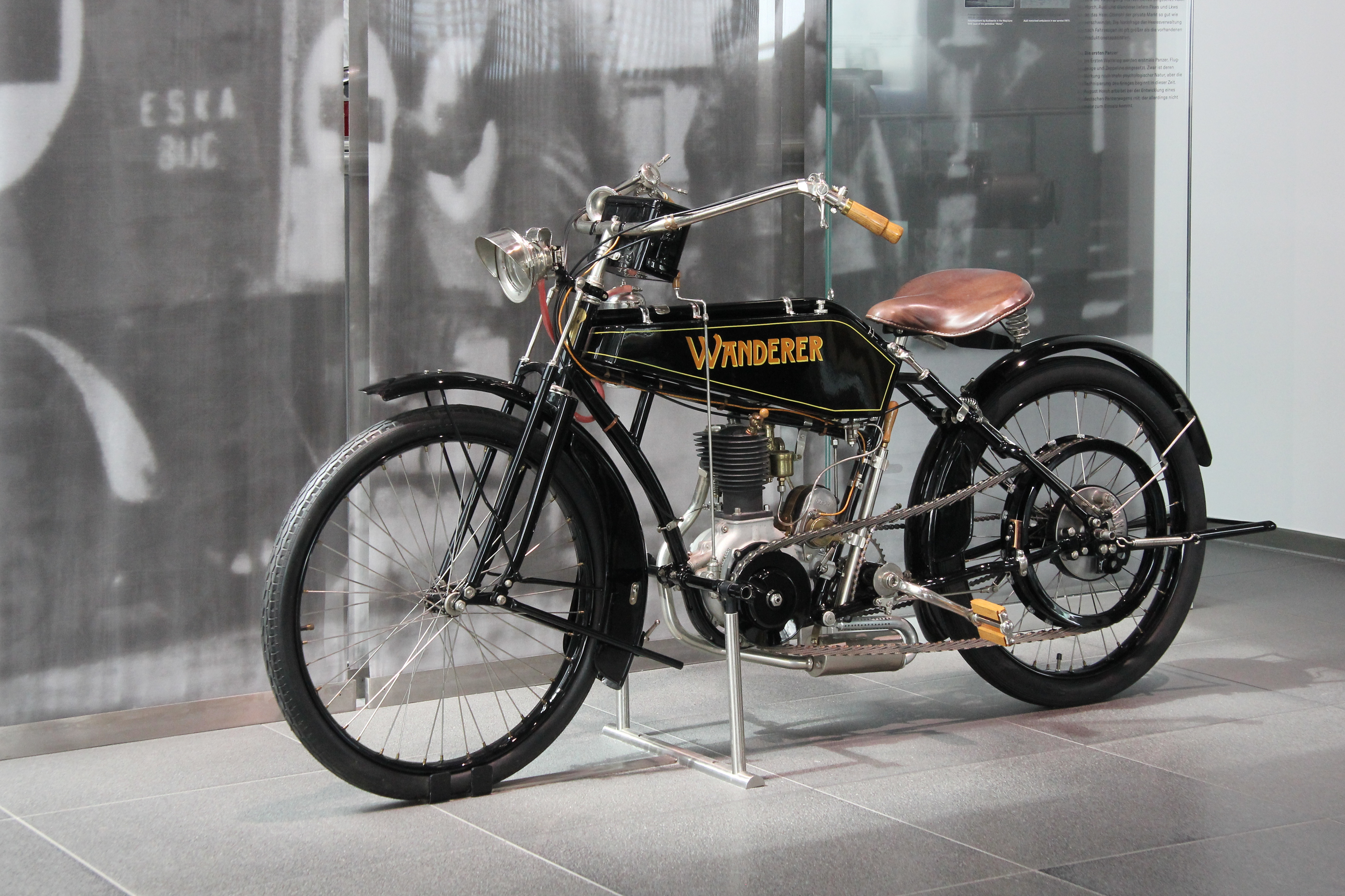
Wanderer-Motorrad von 1914

Das Audi museum mobile ist ein Automuseum der Audi AG in Ingolstadt, das sich mit der Geschichte des Unternehmens und seiner Vorgänger befasst. Gleichzeitig mit dem Audi Forum Ingolstadt wurde das Audi museum mobile am 15. Dezember 2000 eröffnet. 

## Ausstellung und Inhalte
In dem 23 Meter hohen, runden Glas-Stahl-Gebäude, das Teil des Audi Forums Ingolstadt ist, sind auf einer Fläche von etwa 6000 m² rund 100 Automobile, Motorräder und Fahrräder sowie weitere Exponate zu den Marken Audi, DKW, Horch, Wanderer und NSU ausgestellt. Entworfen wurde das Gebäude von Gunter Henn, das Museumskonzept entwickelte die Designagentur KMS (unter gestalterischer Leitung von Michael Keller und Christoph Rohrer).
Die Dauerausstellung des Museums ist auf zwei Ebenen in Vor- und Nachkriegsjahre unterteilt. Außerdem gibt es wechselnde Sonderausstellungen und einen Museumsladen. Die Ausstellung wird zusätzlich durch eine Technikgalerie mit Exponaten ergänzt, die Themen wie Materialkunde aufgreifen und Motorentechnologie vermitteln. Der Geschichte des Motorsports sind eigene Bereiche gewidmet. Die Auto-Union-Rennwagen, die Rallye-Ära sowie die DTM- und Le-Mans-Siege jeweils mit Originalfahrzeugen präsentiert.

### Ebene 0
Besucher betreten das Museum über die „Piazza“ des Audi Forum Ingolstadt auf Ebene 0.

### Ebene 3
Ein Aufzug, in dem digital die Jahreszahlen rückwärts laufen, bringt die Besucher auf die oberste Ebene. Der Rundgang beginnt im Jahr 1899 mit der Gründung der Horch & Cie. Motorenwerke durch August Horch. 1909 gründete der Ingenieur die Audi-Werke im sächsischen Zwickau. Zahlreiche Fahrzeuge der Gründermarken Audi, Horch, DKW und Wanderer werden vor dem Hintergrund der damaligen wirtschaftlichen und gesellschaftlichen Rahmenbedingungen präsentiert. Der Zusammenschluss zur Auto Union AG 1932 mit den vier Ringen als Firmensignet wird ebenfalls erläutert.

### Ebene 2
Nachkriegskarosserien, Rallyefahrzeuge, Motorräder und Modelle aus der jüngsten Audi-Geschichte befinden sich auf Ebene 2. Der DKW F 89 L Schnelllaster aus dem Jahr 1950 ist das erste Fahrzeug, das von der Auto Union GmbH nach dem Neuanfang in Ingolstadt produziert wurde. Die DKW-Zweitakt-Geschichte wird von der DKW-Meisterklasse bis zum DKW F 102 auf der Ebene 2 dokumentiert. 

### Ebene 1
Auf der Ebene 1 werden spezielle Sonderausstellungen gezeigt. Mehrmals pro Jahr wechseln die Inhalte. Die Themen kommen aus den Bereichen Design, Mobilität und automobile Geschichte. 

### Paternoster
Der Paternoster ist bereits von außen sichtbar. Auf der technischen Konstruktion können sich gleichzeitig 14 Automobile oder Motorräder vertikal bewegen. Die Fahrzeuge auf dem Paternoster wechseln in regelmäßigen Abständen.